# هاليزية مشعرة
هاليزية مشعرة (الاسم العلمي:Halesia hispidus) هي نوع غير مؤكد من النباتات تتبع جنس الهاليزية من الفصيلة الإصطركية.